# Kastell Gheriat el-Garbia

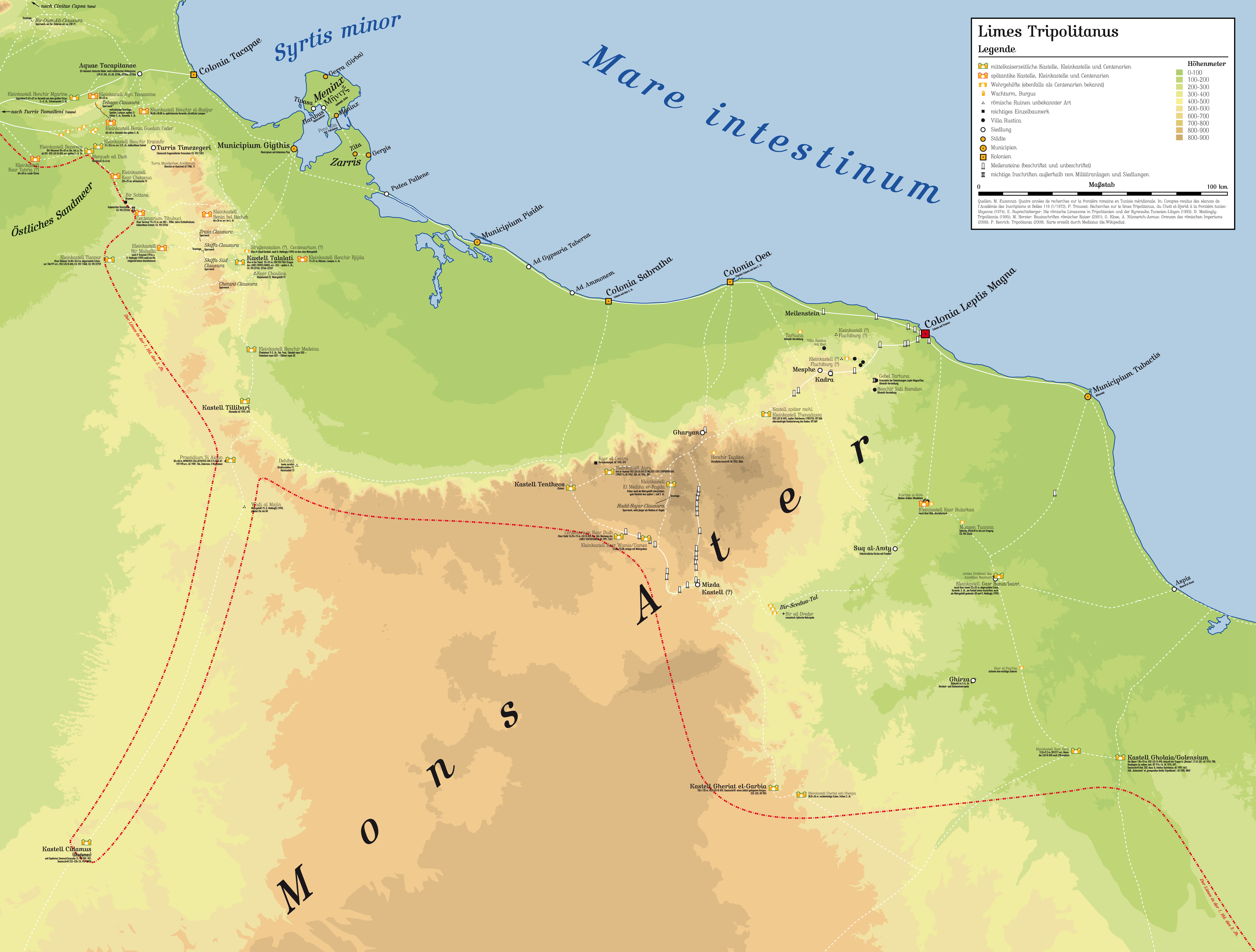
Der Limes Tripolitanus mit dem Kastell Gheriat el-Garbia

Das Kastell Gheriat el-Garbia (erhaltener lateinischer Namensrest Myd…) ist ein römisches Militärlager des Prinzipats, dessen Besatzung für Sicherungs- und Überwachungsaufgaben am vorderen Limes Tripolitanus, einem tiefgestaffelten System von Kastellen und Militärposten, in der römischen Provinz Africa zuständig war. Die Überreste der Fortifikation gelten als die am besten erhaltensten eines Kastells am äußeren tripolitanischen Grenzverlauf und befinden sich knapp 280 Kilometer südlich von Tripolis und nördlich der Oase al-Qaryāt al-Garbīyah am Rande der Steinwüste Hammada al-Hamra im Munizip al-Dschabal al-Gharbi in Libyen. Die Bedeutung des Kastells wird auch durch den Dienstgrad eines Lagerkommandanten deutlich, der als Primus Pilus höchstrangiger Centurio der Legio III Augusta war. Die bedeutenden antiken Monumente mit seinen einzigartig erhaltenen Bauwerken wurde insbesondere während der 2. Hälfte des 20. Jahrhunderts in vielen Details zum Opfer mehrerer sinnloser Zerstörungen.

## Name
Der römische Name für das Kastell und den Ort sind lediglich als verstümmelter Rest erhalten geblieben. So sind bisher nur die Anfangsbuchstaben „Myd…“ bekannt. Merkwürdigerweise wird „Myd…“, im Gegensatz zu den gleichfalls weit nach Süden vorgeschobenen severischen Vexillationskastellen Gholaia und Cidamus, weder in der antiken Straßenkarte Tabula Peutingeriana noch im Reichsstraßenverzeichnis Itinerarium Antonini genannt.

## Lage
Die steinige Hochebene der Hammada al-Hamra wird wohl zu allen Zeiten siedlungsarm gewesen sein. Daher wurden wichtige Ortschaften nur um diese natürliche Barriere herum errichtet. Hierzu zählt unter anderem das auch in römischer Zeit besiedelte Mizda und das 160 Kilometer südöstlich gelegene Gheriat el-Garbia. Die von einer ariden Steinwüste umgebene Oase Gheriat el-Garbia am Wadi Tula war in der Vergangenheit eine wichtige Anlaufstelle für Karawanen, die durch die umgebende weite Ödnis mit ihren unwirtlichen Wadis zogen. Das Wadi Tula ist ein kleiner südlicher Nebenzulauf zum bedeutenden Wadi ZemZem. Es verläuft von Süden nach Norden und mündet in einen größeren Nebenarm des Wadi Zemzem. Die Oase mit dem Kastell befindet sich auf einer steinigen Hochfläche, die von tief eingeschnittenen, verschieden breiten Wadis mit ihren teils stark verästelten und in der Regel wesentlich schmäleren Nebenarmen zerteilt wird. Aufgrund starker Erosionen finden nur noch anspruchslose, niedrigwüchsige Pflanzen einen Lebensraum. Im Talbereich des Wadis Tula, an den Stellen, an denen sich Feuchtigkeit im Boden halten kann, wachsen neben Dornbuschsträuchern auch einzelnen Akazien und Tamarisken. Das Gelände fällt im Oasenbereich relativ steil rund 25 Meter zu den Nebenarmen des Wadi Tula hin ab. Erosiv gebildete Kalksteintrümmern verschiedenster Größen übersähen die Abhänge. Sie stammen aus einem bis zu drei Meter starken horizontal verlaufendem Kalksteinband, das aus mehreren Schichten besteht und nahe unter der Plateaufläche austritt.
Geomorphologische Feldforschungen, die 1981 im Zuge der archäologischen UNESCO-Untersuchungen zu den außerordentlichen römerzeitlichen Aufschwüngen in der wüstennahen Landwirtschaft unternommen wurden ergaben, dass das Quellwasser heute nur noch an einer Stelle in der Oase an die Oberfläche steigt. Die steil gegliederten Kalksteinhänge auf beiden Seiten des Wadis, lassen zusammen mit anderen Indizien jedoch einen einst höheren Grundwasserspiegel vermuten, wobei sich diese Periode nicht absolut datiert lässt. Eine wichtige Erkenntnis der Forschungen war jedoch, dass die Quelle der Oase von Gheriat el-Garbia als wesentliche Grundlage für die antike Landwirtschaft vor Ort gelten muss.
Der deutsche Gelehrte Heinrich Barth (1821–1865), der 1850 die Oase auf seiner im Auftrag der britischen Regierung unternommenen Forschungsreise für einen Tag besuchte, schrieb später: „Die einförmige steinige Ebene jedoch, über die unser Weg führte, schien so endlos, dass Befürchtungen rege wurden, wir hätten einen Ausflug unternommen, den wir nicht eben in einem einzigen Tage beendigen könnten …“ Nachdem er und seine beiden Mitstreiter den nördlich der Oase gelegenen römischen Burgus passiert hatten, trafen sie auf die damals bereits „halbverfallenen Wohnungen“ und „elenden Schutthütten des Dorfes“. Barth erfuhr von den Einheimischen – darunter lediglich knapp 30 waffenfähige Männer –, dass es oft räuberische Überfälle gegeben hatte, die wohl für den Niedergang der Oase verantwortlich waren. Auch Karawanen würden den kleinen Ort meiden, da sie das Wasser als ungesund ansahen. Angebaut wurden damals neben Datteln etwas Weizen und Gerste. In den 1970er Jahren wurde der heutige Oasenort außerhalb der Kastellmauern planmäßig angelegt.

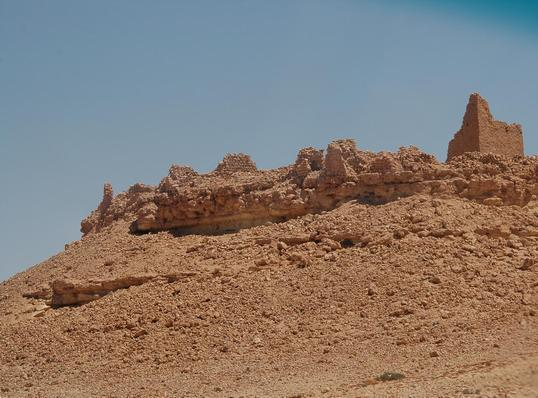
Blick auf das Kalksteinplateau mit den Resten des Kastells (2006)

Das Kastell wurde strategisch günstig an einer der wichtigsten nord-südlich verlaufenden Fernhandelsrouten errichtet. Dieser Karawanenweg zog sich von der tripolitanischen Mittelmeerküste in den Fessan, dem Land der Garamanten, und verlief weiter bis nach Subsahara-Afrika. Die Fortifikation entstand auf einem südwestlich orientierten plateauartigen Felssporn rund 30 Meter oberhalb der westlich gelegenen Oase und über dem dort verlaufenden Wadi Tula. Das vom Kastell dominierte Kalksteinplateau, das sich von Nordosten nach Südwesten rund zwei Meter absenkt, ist rund 150 Meter breit und 300 Meter lang. Die Hänge des Sporns fallen nach Nordwesten, Südosten und Südwesten hin um 15 bis 20 Meter steil ab. Im Talgrund befindet sich die ausgedehnten Oase mit einer ganzjährig aktiven Quelle. Lediglich vor der nordöstlich gelegenen Prätorialfront des Kastells erstreckt sich eine von Gesteinsbrocken übersäte Hochfläche, die Richtung Nordosten auf ein weiteres, rund 20 Meter höher gelegenes Plateau mit angeschrägter Hanglage verläuft. Dort oben konnten gegenüber dem Kastell drei römerzeitliche Fundamente, darunter mindestens ein Tempel, verortet werden. Noch weiter nach Nordosten stand der bereits in diesem Textabschnitt von Barth beschriebene römische Burgus.
Um auf das exponierte Kastellplateau zu kommen, gab es lediglich drei Möglichkeiten. An der Südwestseite, hinauf zum rückwärtigen Kastelltor, der Porta decumana, fanden die Ausgräber unter Mackensen in den Fels geschlagene schräge, teilweise auch getreppte Zugänge. Ganz ähnlich stellte sich das Bild am südöstlichen Flanke dar. Dort lag der Aufstieg nahe der Ostecke der Prätorialfront und es fand sich auf dem Fels während der Freilegung ein Denaranima der Kaiserin Julia Domna (196/211). Der dritte Weg führte aus dem Tal des Wadi Tula ebenfalls zur Prätorialfront. Die Archäologen stellten rund 260 Meter nördlich des Haupttores auf den in diesem Bereich ansteigenden Erosionshängen eine rund sechs Meter breit in den Fels eingearbeitete Trasse fest. In ihrem Mittelbereich war dieser Weg als schräge Fläche angelegt, während sich an den Seiten Trittstufen zeigen.

## Forschungsgeschichte
Problematisch für die archäologischen Forschungen waren die Umstände, dass bis zur Mitte des 20. Jahrhunderts eine Berbersiedlung zwei Drittel der Kastellfläche überbaut hatte. Dadurch waren große Teile der Umwehrung und fast die gesamte Innenbebauung, wie das Stabsgebäude (Principia) und die Mannschaftsbaracken dem Steinraub anheimgefallen. Zudem hatte während des Zweiten Weltkriegs im Zuge des Afrikafeldzugs ein italienisches Kommando den Bereich der Praetentura, dem Vorderlager des Kastells, mitsamt dem immer noch gut erhaltenen Haupttor (Porta praetoria) besetzt und war dort aus der Luft bombardiert worden.
Der erste Forschungsreisende, der die Ruinen als Reste eines römischen Kastells ansprach, war Heinrich Barth. Zwar erkannte er bereits die nordöstlich angelegte Porta praetoria als das Haupttor des Lagers, doch schrieb er, dass er von dem Kastell selbst keine Spuren finden konnte. Das über der Garnison errichtete Berberdorf hatte Barth offensichtlich irritiert, die weiteren noch sichtbaren Reste des Lagers zu erkennen. Nach Barths Besuch 1850 und seiner Veröffentlichung 1857 brachte die wissenschaftliche Forschung dem Kastellplatz nur noch wenig Interesse entgegen. Auch in dem 1952 erschienenen Kompendium zu den Inschriften des römischen Tripolitanien des Archäologen John Bryan Ward-Perkins (1912–1981) und der Philologin Joyce Reynolds sind Gheriat el-Garbia lediglich drei Texte gewidmet.
Erst durch die Arbeiten des britischen provinzialrömischen Archäologen Richard Goodchild (1918–1968) in den 1950er Jahren wurde Gheriat el-Garbia in den Fokus der wissenschaftlichen Diskussionen gestellt. Goodchild, der nach einer 1950 erfolgten Luftbilderkundung, im Frühjahr 1953 persönlich das Kastellareals besuchte, erkannte viele weitere erhaltene römische Strukturen. So konnte er unter anderem bereits drei der vier Lagertore identifizieren. Sein damals erstellter Plan der Anlage blieb bis zu den Untersuchungen der UNESCO Libyan Valleys Archaeological Survey 1981 der Standard. Zu seiner Zeit war das Berberdorf im Kastellinneren schon weitgehend verlassen. Im Jahr 1959 folgte ein Besuch des britischen Archäologen Denys Haynes (1913–1994). Mehrere römische Inschriften aus der Oase kamen in den 1960er Jahren durch den italienischen Archäologen Antonino Di Vita (1926–2011) zur Veröffentlichung. Darunter war 1966 die wichtige Bauinschrift der Jahre 198 bis 201, sowie einige Grabsteine römischer Militärs und ziviler Personen, die 1964 am Rand der Oase an der damals neu errichteten Moschee im Bereich der Außenwände sichtbar verbaut wurden.
Die Fortifikation wurde 1980 im Zuge des UNESCO-Programms Farming the Desert. The UNESCO Libyan Valleys Archaeological Survey zum Gegenstand einer kurzen, aber aufschlussreichen Untersuchung. Im Herbst 1981 fanden dann im weiteren Verlauf des Programms bei einem zweitägigen Aufenthalt eingehendere Forschungen durch die britischen Archäologen Derek A. Welsby und David J. Mattingly statt. Damals wurden weit ausgreifende Prospektionen und detaillierte Vermessungen am Kastell sowie am modernen Oasenort vorgenommen. Welsby erstellte aus den Daten auch einen neuen Gesamtplan für das Kastells und identifizierte die Porta decumana sowie zwei Zwischentürme (2 und 4). Im Jahr 1988 wies Welsby auf die von ihm erarbeitete Tatsache hin, dass die beiden tripolitanischen Kastelle Gheriat el-Garbia und Gholaia die so gut wie zeitgleich von Vexillationen der Legio III Augusta errichtet wurden, auch die am besten erhaltenen militärarchitektonischen Baumuster der Prinzipatszeit in Steinbauweise sind.
Dem Willen zu wissenschaftlichen Ausgrabungen an diesem wichtigen Garnisonsort standen stets infrastrukturelle und logistische Probleme im Weg. Daher ist es der Vorarbeit des deutschen provinzialrömischen Archäologen Michael Mackensen und seiner anschließenden Grabungsleitung zu verdanken, dass im Frühjahr 2009 erste umfassende feldarchäologische Untersuchungen und Grabungen im Rahmen eines deutsch-libyschen Projekt ermöglicht wurden. Dieses bis 2010 laufende Programm wurden auf Veranlassung von Mackensen im Rahmen des Zukunftskonzepts „LMUexcellent“ der Ludwig-Maximilians-Universität München finanziell gefördert. Die erste Kampagne fand vom 15. März bis 3. Mai 2009 statt. Bei diesen ersten Untersuchungen stand eine weitläufige Feldbegehung im Vordergrund, bei der umfangreiche Keramikscherben aufgelesen wurden, die schwerpunktmäßig dem 3. Jahrhundert n. Chr. zugeordnet werden konnte. Parallel hierzu fand eine topographische Aufmessung des vom Kastell beherrschten Hochplateaus mithilfe eines Tachymeters und eine geophysikalische Vorerkundung der zu untersuchenden Fläche statt. Bei den Ausgrabungen fixierten sich die Ausgräber zunächst auf die bis zu 1,80 Meter hoch verschüttete Porta praetoria sowie auf die Teilfreilegung eines rund 200 Meter außerhalb des Haupttors auf dem gegenüberliegenden Plateau errichteten römischen Tempels mit Apsis. Weitere Forschungen galten den Aufgängen zur Garnison über die steil abfallenden Plateauseiten und der Lokalisierung naher antiker Steinbrüche. In der Zeit vom 4. Oktober bis zum 10. November 2009 konzentrierten sich die Arbeiten zum einen auf die bisher geborgene Keramik zum anderen auf die Aufarbeitung und Dokumentation von ausgewählten Fundkomplexen der ersten Grabungskampagne. Mit der vom 21. April bis zum 30. Juni 2010 laufenden dritten Grabungskampagne lag das Hauptaugenmerk auf drei Bereichen innerhalb der Kastellmauern. Diese waren die nördlich gelegene Praetentura, die Principia sowie die Porta decumana. In einer letzten Grabungskampagne dieses Projekts ergänzten die Wissenschaftler ihre bisherigen Untersuchungen im Bereich der vier Lagertore, der beiden am besten erhaltenen Zwischentürme sowie an ausgewählten Abschnitten der Umfassungsmauer und schlossen die Dokumentationen ab. Außerdem wurden die fünf auf dem Plateau nordöstlich des Kastells gelegenen Tempel und eine Zweikammerzisterne nördlich der Kastellnordecke eingemessen. Im Bereich der Zisterne konnte zudem ein mit Steinplatten gedeckter Kanal aufgenommen werden, der in das nördlich gelegene Wadi abfloss. Der Klassische Archäologe Johannes Eingartner übernahm 2010 die Dokumentation der römischen Architekturelemente sowie der Bauornamentik aus dem Kastellareal und vom Tempelplateau. während sich der Akademische Direktor der Technischen Universität München, Manfred Stephani, der geodätischen Aufmessung unter Berücksichtigung der TerraSAR-X-Daten widmete. Die am Institut für Paläoanatomie der LMU München arbeitende Nadja Pöllath bearbeitete die geborgenen Tierknochen und andere Faunenreste, während der spanische Archaeobotaniker Jacob Morales von der Universität Las Palmas de Gran Canaria die 2009 geborgenen botanischen Reste übernahm.

## Baugeschichte

Gesamtplan der Grabungsergebnisse bis 2010

Aufgrund seiner Größe hielt es Mattingly für möglich, in Gheriat el-Garbia ein bedeutendes Kastell anzunehmen, das wohl wichtiger gewesen ist, als das weiter östlich gelegene, mit 138 × 93 Metern (= 1,38 Hektar) auch um rund die Hälfte kleinere Kastell Gholaia. Mattingly dachte darüber nach, ob in Gheriat el-Garbia das Hauptquartier für den Praepositus limitis Tripolitanae, dem Grenzschutzbefehlshaber (Praepositus) der Region, erkennbar sei. Wichtiges Baumaterial für das Kastell wurde aus einem Steinbruch gewonnen, der sich unmittelbar nördlich der Prätorialfront in dem dort ansteigenden Hangbereich befindet.
Mackensen hält es für eine wichtige Erkenntnis, die Nachweise zur Konstruktion und dem Aufgehenden tripolitanischer Kastelle, die im Befehls- und Einflussbereich jeweiliger Statthalter durch die Legio III Augusta errichtet wurden, nicht ohne weiteres reichsweit zu verallgemeinern. So vermittelt der Archäologe das Szenario, das die im nordafrikanischen militärischen Planungsbüro der Legion so gut wie gleichzeitig konzeptionierten Grundrisse von Gholaia und Gheriat el-Garbia auf Prototypen zurückgriffen, die den damals aktuellen Legionslagern entsprachen.

### Datierung und mittelkaiserzeitliche Truppe
Während der Regierungszeit des Kaisers Septimius Severus (193–211) wurde ein großes militärisches Ausbauprogramm am Limes Tripolitanus begonnen und die Grenze weit nach Süden vorverlegt. Römische Heeresverbände stießen in dieser Phase aggressiver Expansion meist entlang wichtiger Transsahara-Routen vor und schoben gleichzeitig die Reichsgrenze bis an den Rand der Wüste heran. Mit dem Ausbau von Wehranlagen entlang der neu geschaffenen Limeslinie war diese Periode expansiver geographischer Ausdehnung in Tripolitanien abgeschlossen.
Die aus Gheriat el-Garbia stammenden epigraphischen Zeugnisse zeigen, dass das Kastell - höchstwahrscheinlich - zur selben Zeit wie Gholaia errichtet wurde. Beide Kastelle entstanden unter Quintus Anicius Faustus, dem damaligen Statthalter von Numidien. Die nach Gholaia dislozierte Vexillation der in Lambaesis stationierten Legio III Augusta hatte den Platz von am 24. Januar 201 erreicht und sofort mit dem Bau des Kastells begonnen. Noch im selben Jahr waren in Gholaia die vier Tore der Anlage fertiggestellt.
Nach Di Vitas Veröffentlichungen zu den Inschriften aus Gheriat el-Garbia, konnte fast sicher davon ausgegangen werden, als lokale Stammtruppe ebenfalls eine Vexillation der Legio III Augusta anzunehmen. So sah beispielsweise Mattingly 1994 deren örtliche Garnisonszeit zumindest bis zur Herrschaft des Kaisers Gordian III. (238–244) als gesichert an. Die Entdeckung eines wohl in die Zeit von 222/223 n. Chr. datierbaren Sockels für eine Gewandstatue der Kaiserinnenmutter Julia Mamaea († 235), der sich 2009 als Spolie in der spätantik vermauerten Hauptzufahrt der Porta praetoria fand, betonte und bestätigte im Nachhinein vollständig die Überlegungen zu der in Gheriat el-Garbia eingesetzten Stammtruppe. So nenne die Inschrift auf dem Statuensockel nicht nur eine Vexillation der Legio III Augusta Pia Vindex Severiana und deren damaligen Befehlshaber und Lagerkommandanten, den Centurio Aelius Crescentinus, einem Primus Pilus, sondern auch die ersten drei Buchstaben des abgekürzten Orts- und Kastellnamens Myd…:
[[[Iuliae] Mamaea]]e

[[[mat]ri Aug(usti) n(ostri)]]

[[[Imp(eratoris)] M(arci) Aur(eli) Severi]]

[[[Ale]xandri Pii F]]e(licis)

[[[Aug(usti) mil(ites)] vexil]]la-

[[[tio(nis)] leg(ionis) III A[u]g(ustae)]] P(iae) V(indicis)

[[[Se]verianae]] prae-

tendentes Myd(…)| devoti numini

m[a]iestatiq(ue) eorum

cu[r]ante Aelio Cre-

[sce]ntino |(centurione) p(rimo) p(ilo)
Übersetzung: „Der Julia Mamaea, Mutter unseres Augustus, dem Imperator Marcus Aurelius Severus Alexander, dem pflichtbewußten, glücklichen Augustus. Die Vexillationsoldaten der III. Legion Augusta, der Pflichtbewußten, Schützenden, der Severischen, die zum Schutz in Myd(…) stationiert sind, ergeben seiner (der kaiserlichen) Wirkkraft und Majestät. (Die Aufstellung) besorgte Aelius Crescentinus, Zenturio Primus Pilus.“
Die zur Gründungsgeschichte des Kastells bedeutende Bauinschrift, die zwischen 198 und 201 entstand, und in sekundärer Lage an der Südecke der Fortifikation geborgen wurde, lautet mit kleinen Änderungen, die nicht der von Di Vita vorgelegten Version folgen, sondern von dem deutschen Epigraphiker Rudolf Haensch bearbeitet wurden:
[I]mpp(eratoribus) Caess(aribus) L(ucio) Se[ptimio Severo Pio Pertin-]

ace Aug(usto) et M(arco) Aur[elio Antonino Aug(usto) et P(ublio) Sep-]

[[timio Geta Cae[s(are)]]] [Aug(usto) Q(uinto) Anicio Fausto leg(ato)]

Auggg(ustorum) pr(o) pr(aetore) co(n)s(ule) v[exillatio leg(ionis) III Aug(ustae) P(iae) V(indicis)]
Übersetzung: „Den Imperatoren (und) Caesaren dem Augustus Lucius Septimius Severus Pius Pertinax und dem Augustus Marcus Aurelius Antoninus und dem Caesaren und Augustus Publius Septimius Geta. Quintus Anicius Faustus, dem proprätorischen Statthalter, die Vexillation der III. Legion Augusta, der Pflichtbewußten, Schützenden.“
Aufgrund ihrer Treue zu Kaiser Maximinus Thrax und dessen ihm loyal gebliebenen numidischen Statthalter Capelianus bei der Unterdrückung des Usurpators Gordian I. (238) ließ der nachfolgende Kaiser Gordian III. die Legio III Augusta auflösen und den Namen der Legion zusätzlich von allen erreichbaren Inschriften eradieren. Nach der Zerschlagung der Legio III Augusta rückte möglicherweise eine Hilfstruppeneinheit in Gheriat el-Garbia ein. Ein Meilenstein aus der Regierungszeit des Kaisers Aurelian (270–275), der in das Jahr 275 n. Chr. datiert, und südlich von Garian entdeckt wurde, könnte einen Hinweis darauf geben, dass entweder Kastell Mizda oder Gheriat el-Garbia zu diesem Zeitpunkt noch von der römischen Armee genutzt wurde. Leider wurden im Gegensatz zur nach Norden verlaufenden antiken Trasse durch das Obere Sofeggin, einem der bedeutendsten und größten Trockentäler Tripolitaniens, auf der Strecke zwischen Mizda und Gheriat el-Garbia bisher keine Meilensteine entdeckt. Möglicherweise war die archäologisch bisher nicht fassbare Straße nach Gheriat el-Garbia lediglich eine unmarkierte Sandpiste. Die Aufgabe des Kastells Gholaia kann relativ genau auf die Zeit um 259/263 datiert werden. Anschließend kam es zu einer Rückverlegung des dortigen Limesgebiets nach Norden. Vielleicht kann für das einige Tagesreisen westlich gelegene Gheriat el-Garbia auch ein solches Szenario angenommen werden. Die von Mattingly als Lesefunde dokumentierten Keramikscherben schienen die Feststellung einer zeitlich beschränkten Nutzung des Kastellplatzes im dritten Jahrhundert zu bestätigen. Genauer fixiert auf die Zeit von 198/201 bis um 260/270. Für eine frühere oder spätere römische Nutzung des Platzes konnten sich nach Durchsicht der während des UNESCO-Programms gesammelten Keramik weder Mattingly noch der britische Archäologe John Dore aufgrund fehlender historischer Quellen oder archäologischer Befunde aussprechen, auch wenn sie die wenigen Keramikfragmente des 4. und 5. Jahrhunderts, die ebenfalls zum geborgenen Fundgut gehörten, für interessant hielten.

#### Grenzschutzkommandeure der Vexillatio Legionis III Augustae in Gheriat el-Garbia (201–238)
| Name                | Rang                                   | Zeitstellung        | Bemerkung                                                                   |
| ------------------- | -------------------------------------- | ------------------- | --------------------------------------------------------------------------- |
| Aelius Crescentinus | Centurio Primus Pilus                  | ca. 222/223 n. Chr. | wird in einer Ehreninschrift für die Kaiserinnenmutter Julia Mamaea genannt |
| Marcus A(…)         | Centurio und Praepositus vexillationis | 222/235 n. Chr.     | wird auf einer Bauinschrift genannt                                         |

Einige wenige erhaltene Inschriften aus dem Gräberfeld von Gheriat el-Garbia berichten unter anderem von einfachen Soldaten der Legio III Augusta. Die noch eindeutig identifizierbaren Militärangehörigen sind Marius Ianuarius, ein Legionssoldat, der 40 Jahre lang lebte sowie der ebenfalls 40 Jahre alt gewordene Soldat Claudius Maxime. Der Soldat Titus Claudius
Donatus wurde 52 Jahre alt, während einem nur noch als „…gatus“ lesbaren Soldaten lediglich 31 Jahre Lebenszeit blieben. Bei Mackensen findet sich eine Foto und eine Umzeichnung des Grabsteins, auf der statt dem verstümmelten „…gatus“ ein Gaius lesbar ist. Iulius Rogatianus, Sohn des Rogatianus, einem Hornisten, lebte 16 Jahre und zwei Monate.
Im Gegensatz zum Kastell Gholaia liegen nach Auflösung der Legion ab 238 keine Erkenntnisse über die anschließend in Gheriat el-Garbia stationierte Truppe vor. Es darf jedoch angenommen werden, dass aufgrund des numismatischen Fundmaterials aus dem Südturm der Porta praetoria, das Ende der Garnison erst gegen Mitte oder der zweiten Hälfte der 270er Jahre anzunehmen ist. Somit blieb Gheriat el-Garbia länger besetzt, als Gholaia. Hinweise auf eine Nutzung nach 275/280 liegen für Gheriat el-Garbia jedoch nicht vor.

### Umwehrung

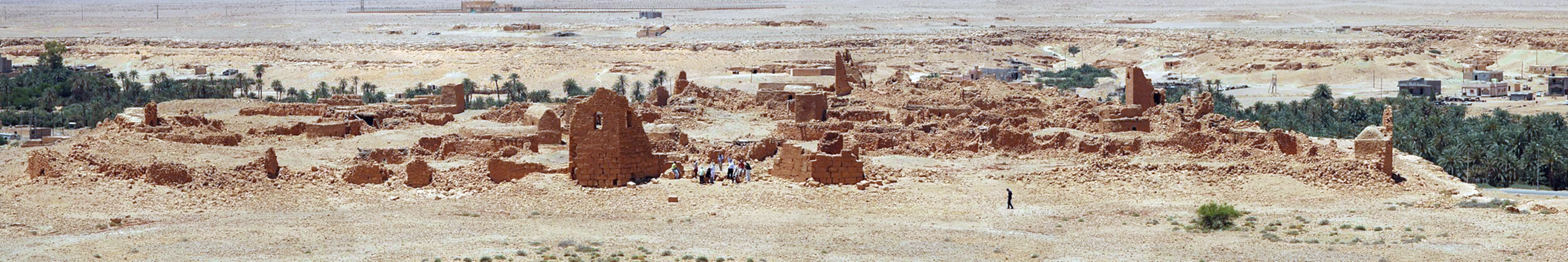
Panorama des Kastells von Nordosten mit der Porta praetoria in der Bildmitte. Im Hintergrund ist die Oase zu erkennen (2006)

Nach den 2009 und 2010 unter der Leitung von Mackensen vorgenommenen Untersuchungen hatte die rechteckige Anlage eine Größe von 176 × 128 Metern (= 2,25 Hektar). und besaß abgerundete Ecken (Spielkartenform). Mattingly und Welsby maßen 1981 die erhaltenen Reste der Kastellmauer mit einer Breite von rund 2,40 Metern ein. Die Umwehrung wies als typisches militärisches Architekturelement eine acht bis zehn Zentimeter starke Gesimsleiste aus flachen Kalksteinplatten auf und bestand aus einem zweischaligen Mauerwerk, das teils aus grob zugerichteten Bruchsteinen, teils aus Handquadern errichtet worden war. Diese Steine wurden in einen einst weißen Kalkmörtel gesetzt, der einen feinen Kieselbeischlag aufwies. Die Fugen waren glatt verstrichen. Teils hatte sich noch ein weißer Kalkmörtelverputz erhalten, der über die verfugten Bruchsteine und handquaderähnlichen Werksteine auf die Außenseite der Umfassungsmauer gestrichen worden war. An anderer Stelle wiesen die Ausgräber 2010 keinen solchen Verputz nach. Stattdessen hatten die Erbauer den Fugenmörtel mit dicker, weißer Farbe überstrichen. Das Kastell besaß so in der Antike von außen eine blendend weiße Fassade, wobei der vielfach an römischen Militäranlagen nachgewiesene rote Fugenstrich fehlte. Das Innere zwischen den beiden Mauerschalen der Umwehrung war mit Bruchsteinen verfüllt. Die Gesamthöhe der Umfassungsmauer bis zur Gesimsleiste und der dort angenommenen Brüstung betrug durchschnittlich 3,50 Meter. An vielen Stellen waren die Mauerreste ihrer Verblendsteine beraubt worden, nur ihr Kern war noch erhalten.

#### Kastellgraben

Schnitt durch den Kastellgraben

Da die severischen Prätorialfront als einziger Bereich des Kastells nicht durch das natürlich abfallende steile Plateau gesichert war, hatten die römischen Erbauer dort einen Abschnittsgraben angelegt, der vor der Porta praetoria aussetzte. Die Ausgräber legten 2009 eine 1,35 Meter breite Berme frei, die der anstehende Kalkfels bildete. Anschließend konnte der Graben selbst beobachtet werden, der eine Breite von rund 2,40 Metern aufwies und in den Felsen geschlagen war. Die horizontal gearbeitete, 1,40 Meter breite Grabensohle wurde bei maximal einem Meter Tiefe erreicht. An der Außenseite besaß der Graben eine Treppung und dahinter eine von einer Felsrippe gebildete Wange. Die Grabenverfüllung stammt frühestens aus dem späten 4. oder frühen 5. Jahrhundert, wahrscheinlicher jedoch sogar aus einer späteren, nicht genauer definierbaren Zeitstellung. Diesen Hinweis gibt das Randstück eines spätantiken Glaskruges oder einer Glaskanne, das 0,75 Meter über der Grabensohle geborgen wurde. Die darüberliegenden drei Bestattungen, ebenfalls 2009 entdeckt, wurden leider während der Ausgrabungen durch die archäologisch nicht geschulten Tuareg-Grabungshelfer gestört, da diese die ausgezeichnet erhaltenen Skelettreste unkontrolliert entnahmen und wiederbestatteten. So ist eine genaue stratigraphische Lage nicht mehr zu ermitteln. Die spätantiken Körperbestattungen gehörten zu einem ein- bis zweijährigen Mädchen und zwei Feten. Während die Feten offenbar beigabenlos gewesen sind, waren dem Mädchen ein einfacher Bronzearmreif und sieben, meist einfarbige opake Glasperlen mitgegeben worden. Die Stücke datieren in das fortgeschrittene 5. oder 6. Jahrhundert. Durch die unglücklichen Fundumstände ist die genaue Lage der verschiedenen Kinder zueinander nicht bekannt.
Der Abfluss des Kastellgrabens erfolgte nach Südosten, nahe an der Zisterne vorbei und öffnete sich zum Wadi hin. Die Ausgräber legten an der abfallenden Plateaukante einen 0,90 Meter tief in den Fels gehauenen, trichterförmig gestuften Kanal mit leichtem Gefälle frei, dessen Sohle eine breite von 0,30 Metern besaß. An der Oberfläche war der geradlinig angelegte Abzugsgraben einen Meter breit und mit großen Kalksteinplatten abgedeckt.

#### Tore

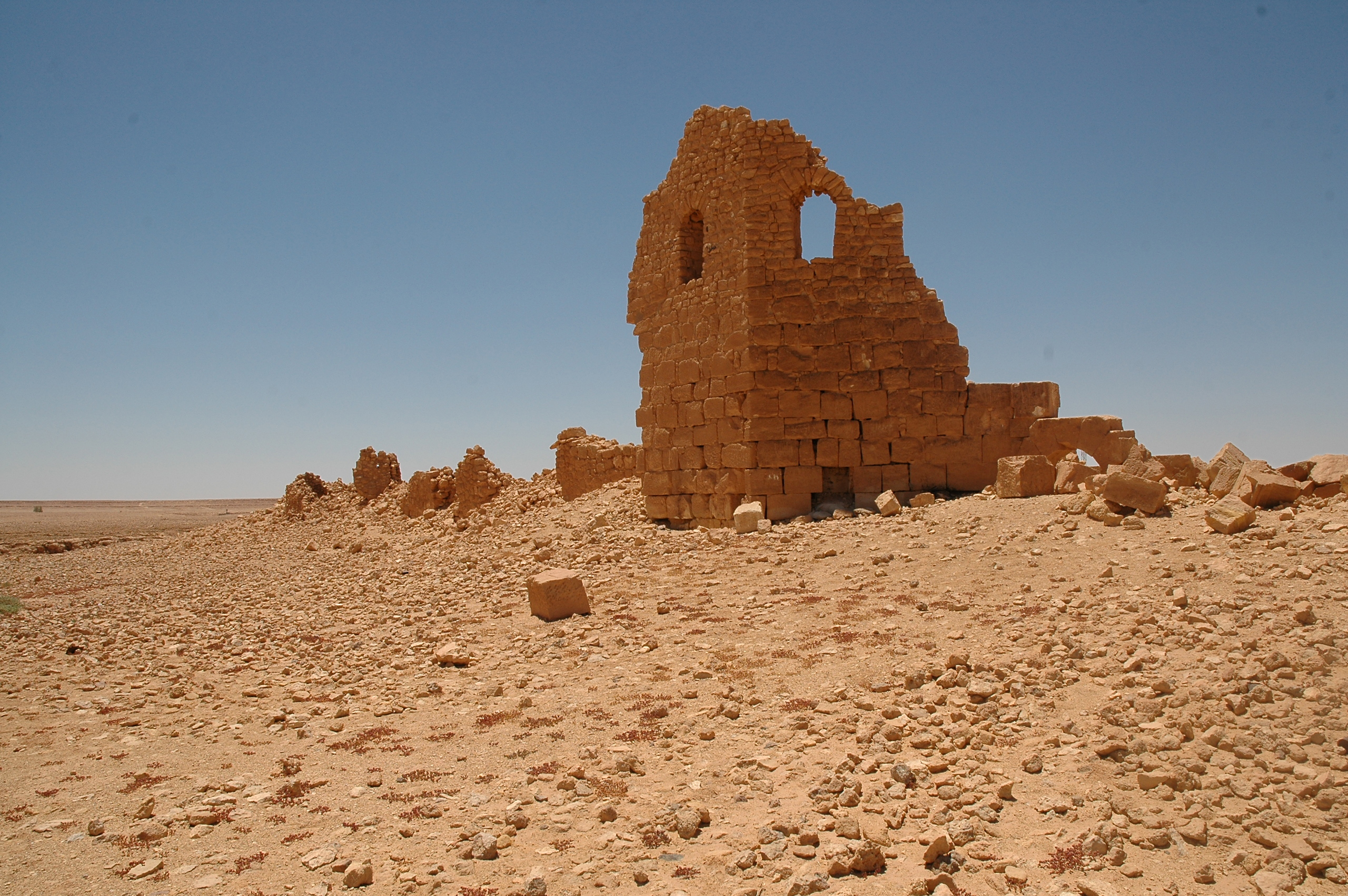
Die Porta praetoria vor dem Beginn der Ausgrabungen im Jahr 2006. Zu sehen ist der die Torzufahrt flankierende Südostturm. Die Prätorialfront wurde einst durch einen Abschnittsgraben im Vorfeld gesichert

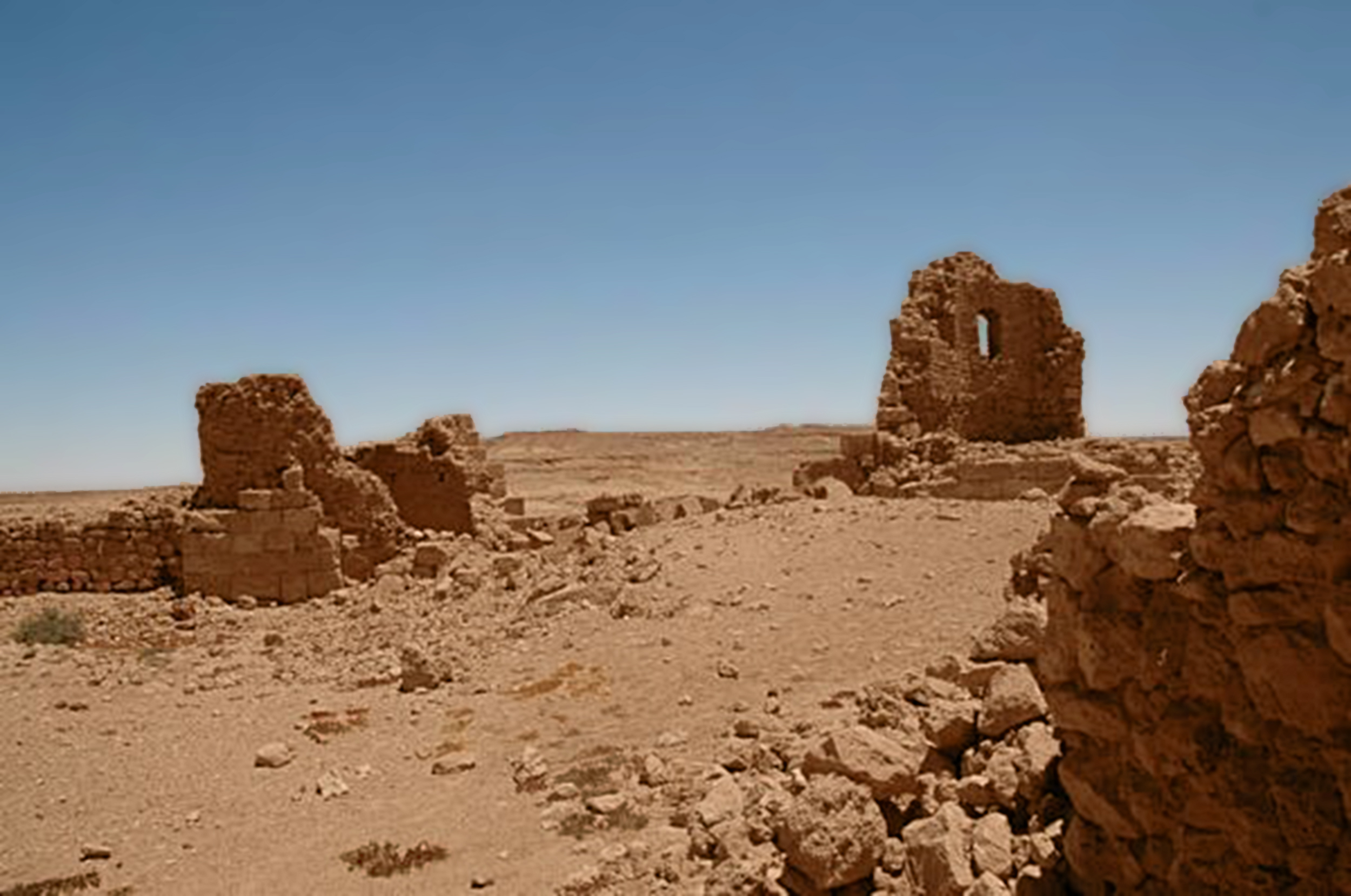
Blick von Westen aus dem Kastellinneren auf die unausgegrabene Porta praetoria (2006)

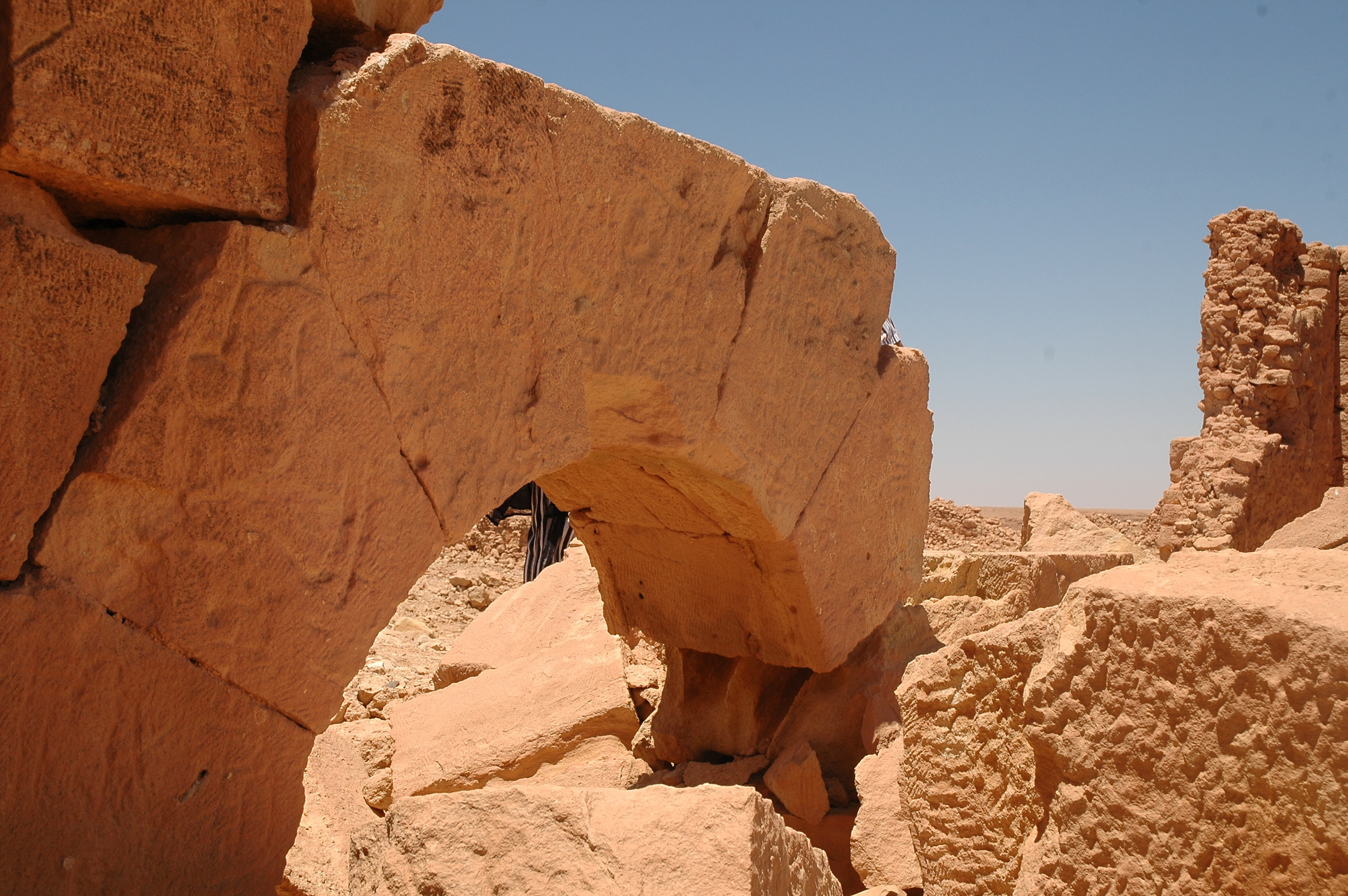
Der letzte noch erhaltene Bogen am südöstlichen Seitentor der Porta praetoria vor den Ausgrabungen (2006)

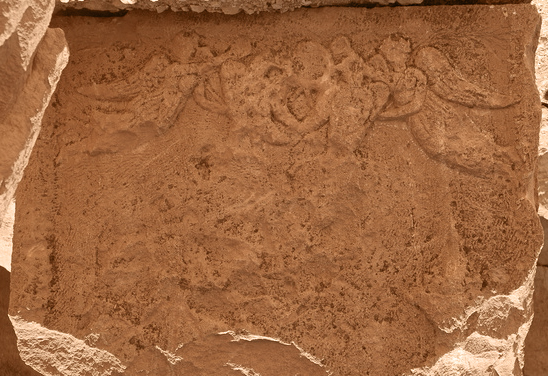
Das 1981 noch in situ verbaute, 2006 über Kopf am Boden liegende Bildprogramm mit zwei Siegesgöttinnen und Adlern stammt vom südöstlichen Seitentor der Porta praetoria. Das Photo wurde der besseren Ansicht wegen umgedreht

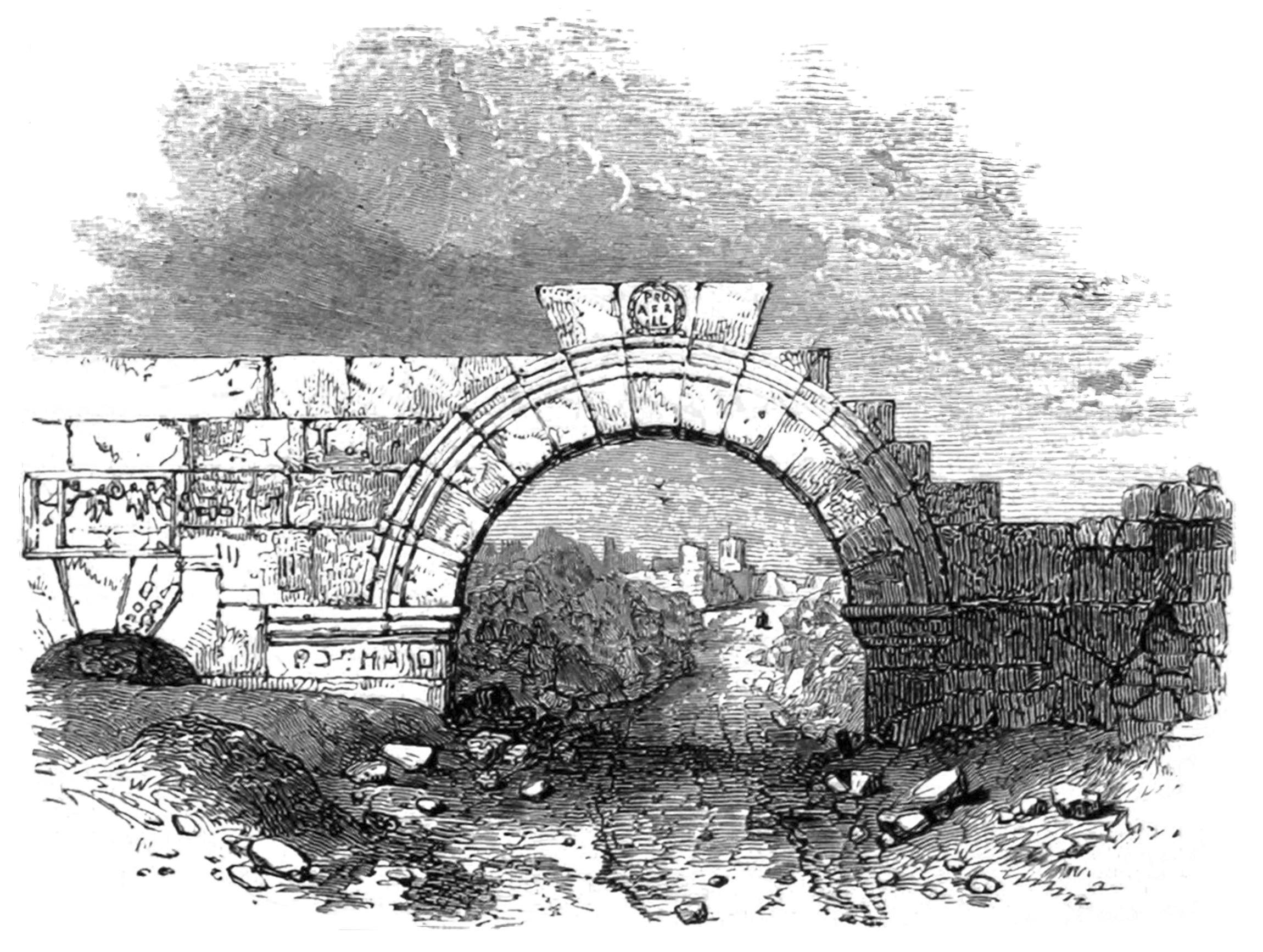
Das Haupttor und das südöstliche Seitentor im Jahr 1850. Bis in die 1980er Jahre hatte sich an diesem Aussehen – bis auf den rechten Seitenbereich – fast nichts verändert. Der Stein mit den zwei Siegesgöttinnen befindet sich hier noch links über dem Seiteneingang

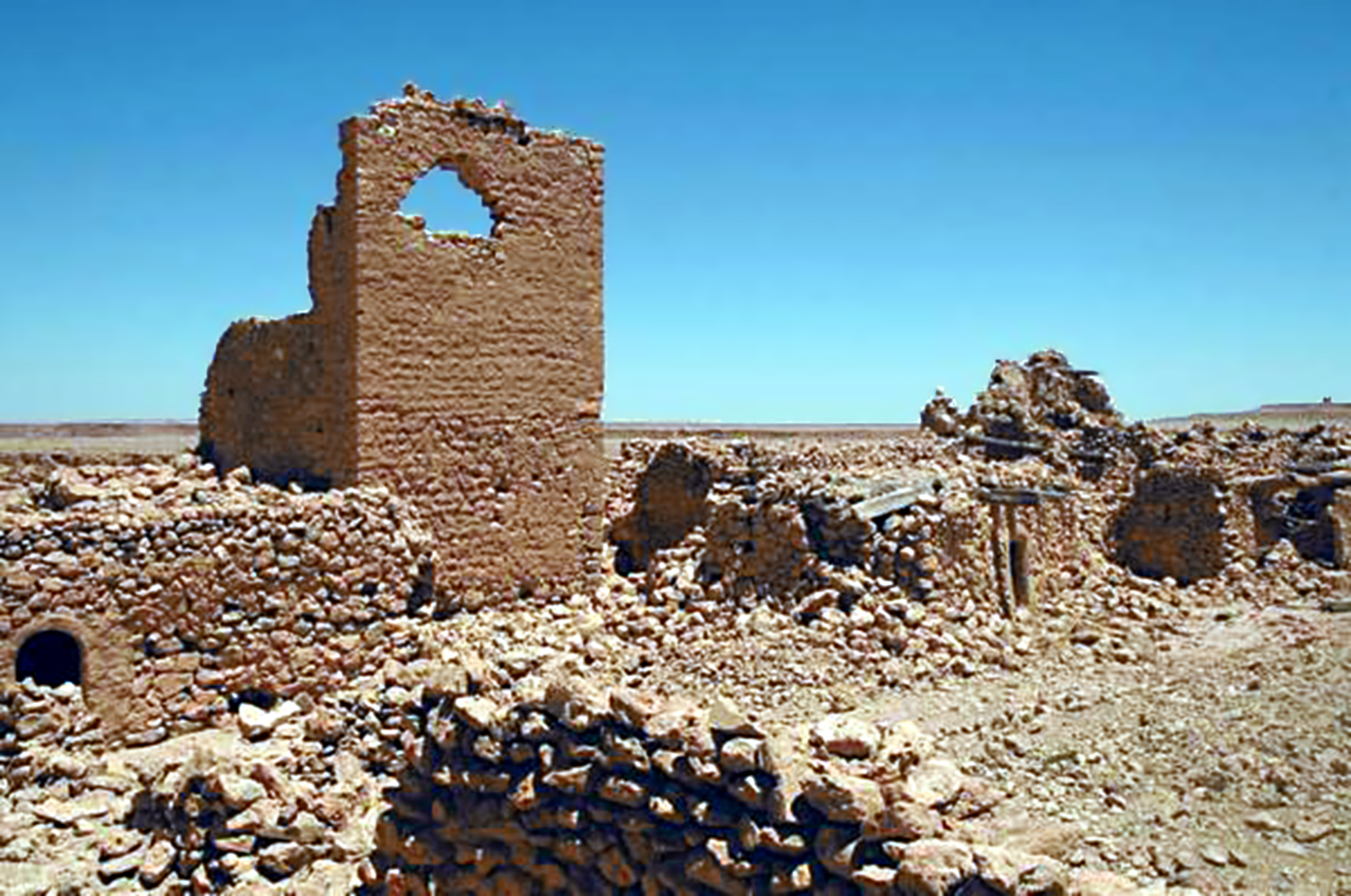
Wie an dem am besten erhaltenen Zwischenturm 2, finden sich ebenerdig keine Zugänge in das Turminnere. Links und rechts des Turmes sind Reste des Berberdorfes, den „elenden Schutthütten“ Barths, zu sehen (2006)

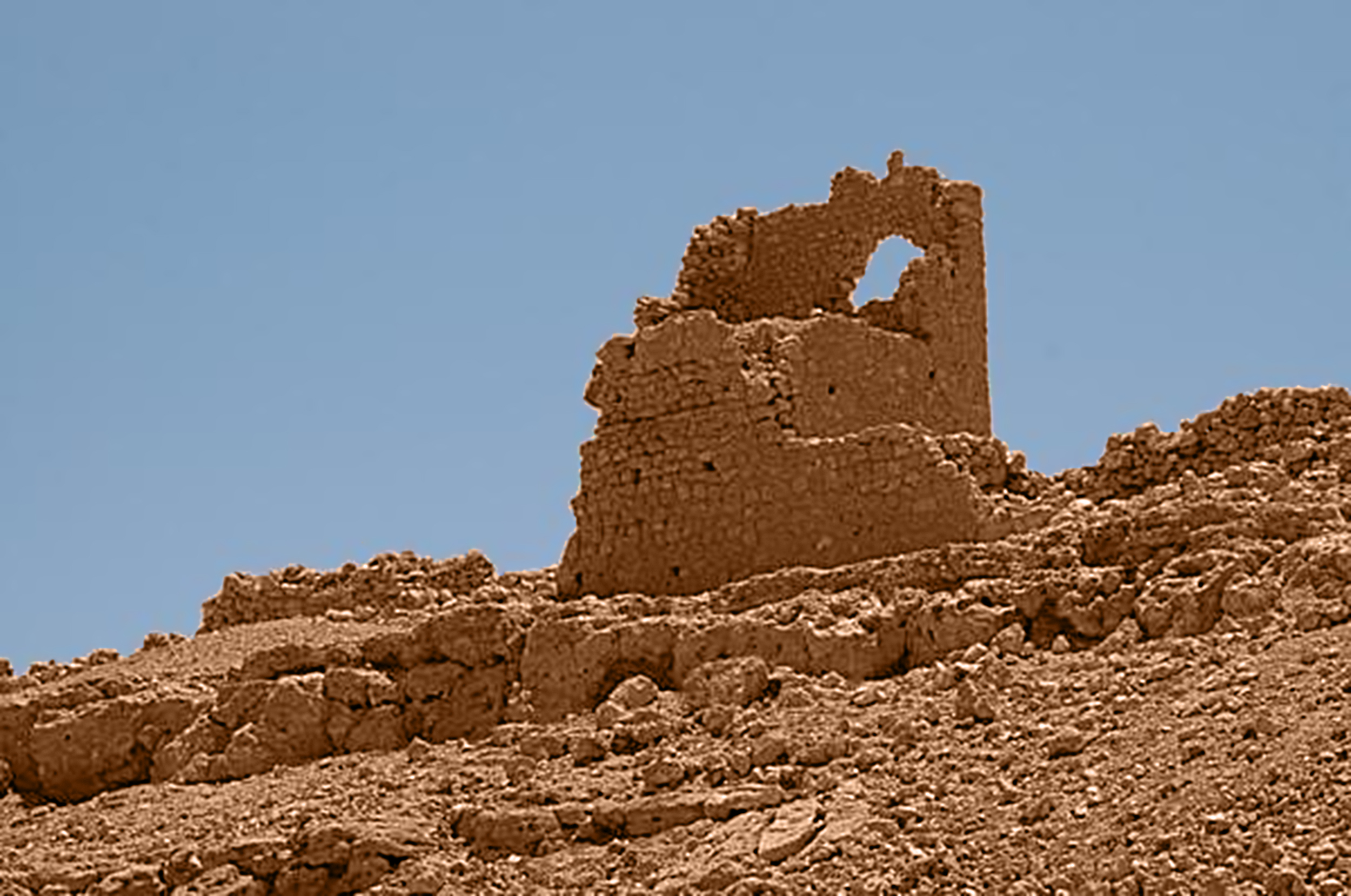
Zwischenturm 2 wurde an die nordwestliche Wehrmauer angebaut. Zu sehen ist hier dessen südliche Seitenmauer sowie das zweischalige Mauerwerk der Umwehrung (2006)

Die nordöstlich gelegene, auf dem anstehenden Kalkfelsen errichtete Porta praetoria mit ihren 2,20 Meter aus dem Wehrmauerverband hervorspringenden Türmen gilt als bedeutendster erhaltener Teil des Kastells und ist noch bis zu zehn Meter hoch erhalten. Das insgesamt 26,70 Meter breite und 7,30 Meter tiefe Bauwerk besaß zwischen seinen beiden flankierenden, 7,30 × 8,30 Meter großen Tortürmen, als eine für mittelkaiserzeitliche Kastelle eher ungewöhnliche Besonderheit einen dreispurigen Zugang, deren Hauptbogen noch bis 1981 intakt geblieben war und anschließend verstürzte. Der österreichische Archäologe Erwin M. Ruprechtsberger erwähnte 1993 dazu, der unter Goodchild in den 1950er Jahren restaurierte Bogen es sei vor einem Jahrzehnt mit einem Bulldozer zerstört worden. Diese mittlere, 3,20 Meter breite und 4,00 Meter tiefen Durchfahrt, konnte von Wägen befahren werden und war die breiteste und höchste, die beiden seitlichen, 1,50 Meter breiten Tore waren Fußgängern vorbehalten. Heute steht lediglich noch der Bogen des südlichen Seitentors, da der nördliche Durchgang zwischen 1950 und 1980 ebenfalls verstürzte. Nach 1980 gab es einen großen Steinraub an dem Tor. So haben einheimische Jugendliche fünf noch in situ erhaltene Quaderlagen der Fassade sowie weitere Quader und zwei profilierte Bogensteine ausgebrochen und fortgeschafft. Neben dem eigentlichen Torbereich haben sich auch bedeutende Reste des südöstlichen Torturms erhalten. Die beiden Tortürme der Porta praetoria besitzen einen schiefwinkligen Grundriss mit zur Toreinfahrt hin eingezogenen Wangen, wie dies auch am Kastell Gholaia und beim Legionslager Lambaesis beobachtet werden konnte. Bis auf Höhe der Brüstung wurde das Tor aus großen, sauber behauenen Quadersteinen errichtet. Darüber folgte ein Mauerwerk aus verschieden dimensionierten Werksteinen. Auch hier können Ähnlichkeiten im Aufbau zur Porta principalis sinistra in Gholaia festgestellt werden. Im ersten Stock der Porta praetoria waren in Gheriat el-Garbia Rundbogenfenster eingelassen. Durch Barth ist ein wichtiges Dokument zum Tor überliefert: Eine 1857 veröffentlichte Zeichnung des damals noch erhaltenen und bis unterhalb des profilierten Kämpfergesims verschütteten Mittelbogens zeigt im oberen Bereich des profilierten Schlusssteins die außen angebrachte Inschrift PRO AFR ILL in einem Lorbeerkranz. Barth übersetzte diese Abkürzung mit „Provincia Africa illustris“, was viele Autoren nach ihm übernahmen. Etliche Archäologen, darunter Ruprechtsberger und Joachim Willeitner hingegen sahen die Buchstaben jedoch als noch nicht gedeutet an. Mackensen beschreibt die weiteren barthschen Entdeckungen an der Porta praetoria wie folgt. Der länglich-rechteckige Schlussstein über dem östlichen Seitentor zeigt zwei sich gegenüberliegende Siegesgöttinen mit je einem Siegerkranz sowie zwei dazwischen sitzenden Adler mit Siegeskranz über einer nur im Umriss erkennbaren menschlicher Figur in einem Triumphwagen. Ruprechtsberger fügte hinzu, dass er einen kaum mehr sichtbaren Dreifuß im rechten unteren Quadereck erkennen könne. Zu den jüngsten Hinterlassenschaften an der Porta praetoria gehörte Stallmist der Berber aus dem späten 19. oder frühen 20. Jahrhundert, moderne glasierte Keramik und Weinflaschen die zur italienischen militärischen Nutzung des Kastellareals bis 1942 gehören sowie ein englischer Benzinkanister, der ebenfalls aus den 1940er Jahren stammt.
Die beiden Portae principales des Kastells, die seitlichen Tore der Fortifikation, besaßen einen rechteckigen Grundriss und sprangen nur leicht aus dem Mauerverband der Umwehrung hervor. Auch bei diesen Toren hatten die römischen Erbauer Quadersteine verbaut, die 1981 im vorspringenden Bereich der Türme jedoch bereits dem Steinraub anheimgefallen waren. Die Porta principalis dextra zeigt im unteren Bereich noch wenige Lagen einer Schalung aus Quadersteinen, die einen Kern aus Opus caementicium umschließt.
Die ebenfalls während der Gründungsphase errichtete einspurige Porta decumana, das rückwärtige südwestliche Lagertor, zeigte ungewöhnlicherweise einen dritten, sich von den anderen Toren unterscheidenden Aufbau. Es wurde von einstmals zwei U-förmig, weit aus dem Wehrmauerverband vorspringenden Türmen flankiert. Welsby, der 1981 das Tor erstmals in seiner Gesamtheit erkannte und beschrieb, machte unter anderem auch auf einen damals noch in situ erhaltenen Pfeiler des vorderen Torbogens aufmerksam. Der den Pfeiler bildende große Kalksteinblock fiel zwischen 1981 und 2009 dem anhaltenden Steinraub zum Opfer. Mackensen bemerkte, dass sich an dem Tor weder Reste einer Spina, noch des Südturms erhalten haben, der in nachrömischer Zeit wie die nach Süden anschließende Umfassungsmauer restlos entfernt wurde. Der erhaltene Befund ließ trotzdem erkennen, dass die Tordurchfahrt durchschnittlich drei Meter breit gewesen ist. Während der unter Mackensen vorgenommenen Ausgrabung des Tores war erstmals eine absolute Messung an dem erhaltenen Nordturm möglich. Mit einer Breite von 5,50 Metern und einer Länge von 7,70 Meter besaß der Turm eine 1,30 Meter breite, zweischalige Mauer. Lediglich an der zur Lagerringstraße (Via sagularis) gerichteten Schmalseite war das aufgehende Mauerwerk 0,80 Meter breit. Die an das Tor mittig ansetzende, hier 2,35 Meter breite Umfassungsmauer, ist mit dem erhaltenen U-Turm sowohl durch ihre Innen- und Außenschale, als auch durch das mit Bruchsteinen verfüllte Innere unmittelbar verbunden, was eine gleichzeitige Errichtung von Tor und Mauer beweist. Für einen älteren Turm ließen sich keinerlei Nachweise erbringen. Der U-Turm konnte ebenerdig begangen werden. Sein ein Meter breiter Eingang befand sich in der Tordurchfahrt. An dem noch sechs Meter hoch erhaltenen Teilstück der Turmrundung waren keinerlei Fenster zu erkennen. Jedoch war vom Estrich des ebenerdigen Fußbodens im Turminneren gemessen, in einer Höhe von 4,55 Metern, ein 0,20 Meter breiter Absatz erkennbar, der als Auflager für den hölzernen Boden im ersten Geschoss genutzt wurde. Während einer spätantiken Verstärkung am Tor wurden Spolien verbaut. Das Fragment einer monumentalen, dreizeiligen Bauinschrift stammt aus der Südwestmauer eines spätrömischen Gebäudes, das unmittelbar an diese spätantike Verstärkung anschließt.
[… Au]g(ustus) Ara[bicus …]

[… A]nton[inus …]

[… C]o(n)s(ul) [[[leg(ionis) III …]]]
Übersetzung: In Zeile eins ist noch der dem Septimius Severus verliehene Siegerbeiname Arabicus lesbar, den er seit 195 n. Chr. trug, in Zeile zwei ist das Cognomen des Caracalla Antoninus erkennbar und in Zeile drei ein Teil des Titels Consul, der vielleicht in Zusammenhang mit dem Konsulat des Legionslegaten Quintus Anicius Faustus steht. Eradiert worden sind die ersten drei Buchstaben der Legio III Augusta pia vindex.

#### Türme
Eine der wichtigsten Entdeckungen der Untersuchungen des Jahres 1981 war die Identifizierung von acht der ursprünglich zehn Zwischentürme an der Umfassungsmauer sowie von drei der vier ungewöhnlich großen Ecktürme. Zwei der im Durchschnitt rund 4,80 × 4,80 Meter im Quadrat messenden Zwischentürme standen bis zu einer Höhe von rund neuen Metern. Es zeigte sich, dass der Zugang nur von der Brüstung auf der Höhe des ersten Stockwerks möglich war. Fensteröffnungen konnten unterhalb des ersten Stocks weder an den Außen- noch Innenseiten der Türme festgestellt werden. Daher muss davon ausgegangen werden, dass sie sich – wie an der Porta praetoria – auf Höhe des ersten Stockwerks befunden haben.
Die beiden am besten erhaltenen Türme sind Zwischenturm 2 und 4. Der noch 8,30 Meter hoch erhaltene Zwischenturm 2 aus der severischen Gründungsphase wies über der Gesimsleiste eine noch 1,40 Meter hoch erhaltenen Maueraußenschale auf, ohne dass sich jedoch Fensterbrüstungen und Laibungsansätze erkennen ließen. Ein wichtiges bauliches Detail besteht darin, dass alle Eck- und Zwischentürme innen an die Kastellmauer angebaut wurden. Wie alle Zwischentürme, so wurde auch der in Teilen noch bis zu 9,10 Meter hoch erhaltene Zwischenturm 4 – ebenfalls Teil der severischen Gründungsphase – an die Umfassungsmauer angebaut. Seine südöstliche Seitenmauer war 2,90 Meter lang. Zwischenturm 4 befindet sich an der Südwestseite der Mauer. Sein unteres Geschoss war von Anfang an mit in Kalkmörtel gesetzte Lagen aus Bruchsteinen verfüllt worden. Der Boden des ersten Stockwerks blieb auf einer Länge von 4,45 Metern erhalten. Über dem massiven Erdgeschosssockel sind durch die Mauern führende, quadratische Öffnungen zu beobachten. Diese dienten vielleicht nicht nur als Gerüstlöcher und Lüftungsschlitze, sondern könnten teilweise auch für Inneneinbauten und Böden genutzt worden sein. Unterhalb der Gesimsleiste konnten an diesem Turm zudem noch Ansätze eines Rundbogenfensters beobachtet werden. Die Innenwände waren mit einem grauen Mörtel bestrichen worden.
Von den Ecktürmen hat sich der nördliche am besten erhalten. Im Jahr 1981 konnte Welsby in Zusammenhang mit diesem Turm den Nachweis für die Höhe des heute vollständig verloren gegangenen Wehrganges antreten. Dieser befand sich im Turminneren auf Höhe der an der Außenrundung des Turms auf 3,75 Metern Höhe erhalten gebliebenen Gesimsleiste. Möglich war diese Bestandsaufnahme, da sich an gleicher Stelle ein vollständiges Rundbogenfenster an der Turmaußenseite erhalten hatte. Die 0,65 Meter breite Brüstung des Fensters befindet sich 1,20 Meter über der Gesimsleiste woraus geschlossen werden kann, dass die Brüstungshöhe des Rundbogenfensters derjenigen zwischen den Zinnen entsprechen müsste. Die Brüstungshöhe von 1,30 Metern, welche an den Rundbogenfenstern im südlichen Torturm der Porta praetoria gemessen werden kann, korrespondiert daher mit der des Eckturms, woraus ein Mittelmaß für das gesamte Kastell abgeleitet werden kann. Die Frage nach der Höhe, Form und Schartenbreite der Zinnen ist aufgrund fehlenden Materials schwieriger zu beantworten. Mackensen sprach sich dafür aus, dass der Zinnenabstand wohl ungefähr demjenigen der Rundbogenfenster im Nordeckturm entsprochen haben. Hier lag das Maß bei 1,25 Metern. Ähnliche Maße können auch an der Porta praetoria mit 1,35 Metern genommen werden.

### Innenbebauung
Durch das im Kastellinneren gelegene, bis kurz vor 1981 nur noch von wenigen Menschen bewohnte alte Berberdorf waren die meisten römischen Bauten wie die Principia oder die Mannschaftsbaracken fast völlig durch Steinraub zerstört worden. So konnten Mattingly und Welsby römische Bauteile in den Ruinen des Berberdorfes beobachten. Weiterhin ist es möglich, dass die in der heutigen Moscheeruine wiederverwendeten antiken Säulen ursprünglich aus den Principia entwendet worden sind. Während der Forschungskampagnen unter Mackensen konnten die Ausgräber dennoch Reste des ursprünglichen severischen Stabsgebäudes freilegen. Gesichert wurde dabei ein kleiner Bereich der rückwärtigen Raumflucht, insbesondere des Fahnenheiligtums (Aedes), das üblicherweise auf einer der auf der Hauptvermessungsachsen des Kastells errichtet wurde sowie ein daneben gelegener Raum, der aufgrund vieler Parallelen als Amtsstube (Officium) interpretiert werden darf. Einen unterirdischen Kellerraum für die Truppenkasse hat es in Gheriat el-Garbia nie gegeben. Aufgrund des massiven mittelalterlich-neuzeitlichen Steinraubs ließ sich weder die vor dem Fahnenheiligtum verlaufenden Querhalle noch der daran anschließende Säulengang (Porticus), der mindestens an drei Seiten einen rechteckigen Innenhof umschlossen haben muss, archäologisch nachweisen.
Bei der Suche nach den Mannschaftsbaracken in der Praetentura mussten die Wissenschaftler feststellen, dass diese wie die Principia direkt auf dem anstehenden Fels errichteten Bauten abgetragen worden sind ohne erkennbare Spuren zu hinterlassen.
Zwischen der Porta decumana und dem nächsten, nordwestlich gelegenen Zwischenturm 4 hatte Goodchild einen Brunnenschacht mitten im Bereich der hier zu erwartenden Lagerringstraße (Via sagularis) entdeckt. Der Schacht mit seiner annähernd quadratischen, 1,60 × 1,65 Meter großen Öffnung, reichte nach Goodchild rund 35 Meter in die Tiefe. Von dort aus sollte er über einen rund 300 Meter langen verstürzten Stollen mit der Oasenquelle verbunden gewesen sein. Mackensen konnte bei seinen Arbeiten 2009 und 2010 nur noch eine erhaltene Schachttiefe von 18,20 Metern nachweisen und war auch bei der Suche eines Stollenausgangs am Fuße des Kastellplateaus nicht erfolgreich. Es steht außer Frage, dass ein Wasserbewirtschaftungssystem über einen ebenerdigen Stollen, bei dem Wassergefäße mittels Winden unmittelbar in das Kastell befördert werden konnten, eine deutliche Erleichterung für die Soldaten darstellte, anstatt das Wasser über den beschwerlichen, teils getreppten Aufstieg in die Garnison zu schaffen.

### Unterirdischer Gang
Als eine bemerkenswerte Entdeckung kann ein unterirdischer, lediglich 1,10 Meter hoher Gang gelten, der aus dem Kastell heraus zur südwestlichen Schmalseite der Zisterne vor der Nordwestecke des Lagers führt. Als die Ausgräber diese 0,95 bis 1,10 Meter breite Verbindung entdeckten, war sie mit Mörtelschutt und Bruchsteinen verfüllt. Im Bereich von Zwischenturm 1 und sehr nahe der nördlichen Kastellecke befindet sich unmittelbar an der Kastellmauer ein ebenerdiger Zugang, dem in 1,40 Metern Tiefe ein halbrunder Einstieg zu dem unterirdischen Gang folgt. Dieser Gang führte unter der Kastellmauer hindurch und folgte dann in gerader Linie ungefähr dem Verlauf der Umfassungsmauer, am nördlichen Eckturm vorbei und unter dem hier ebenfalls verlaufenden Abfluss des Kastellgrabens hindurch bis zur Schöpföffnung der südlichen Kammer der Doppelzisterne. Bei Angriffen oder Belagerungen konnte die Kastellbesatzung so auch weiterhin unbemerkt mit Wasser versorgt werden.

## Weitere Garnisonsbauten

### Zisterne

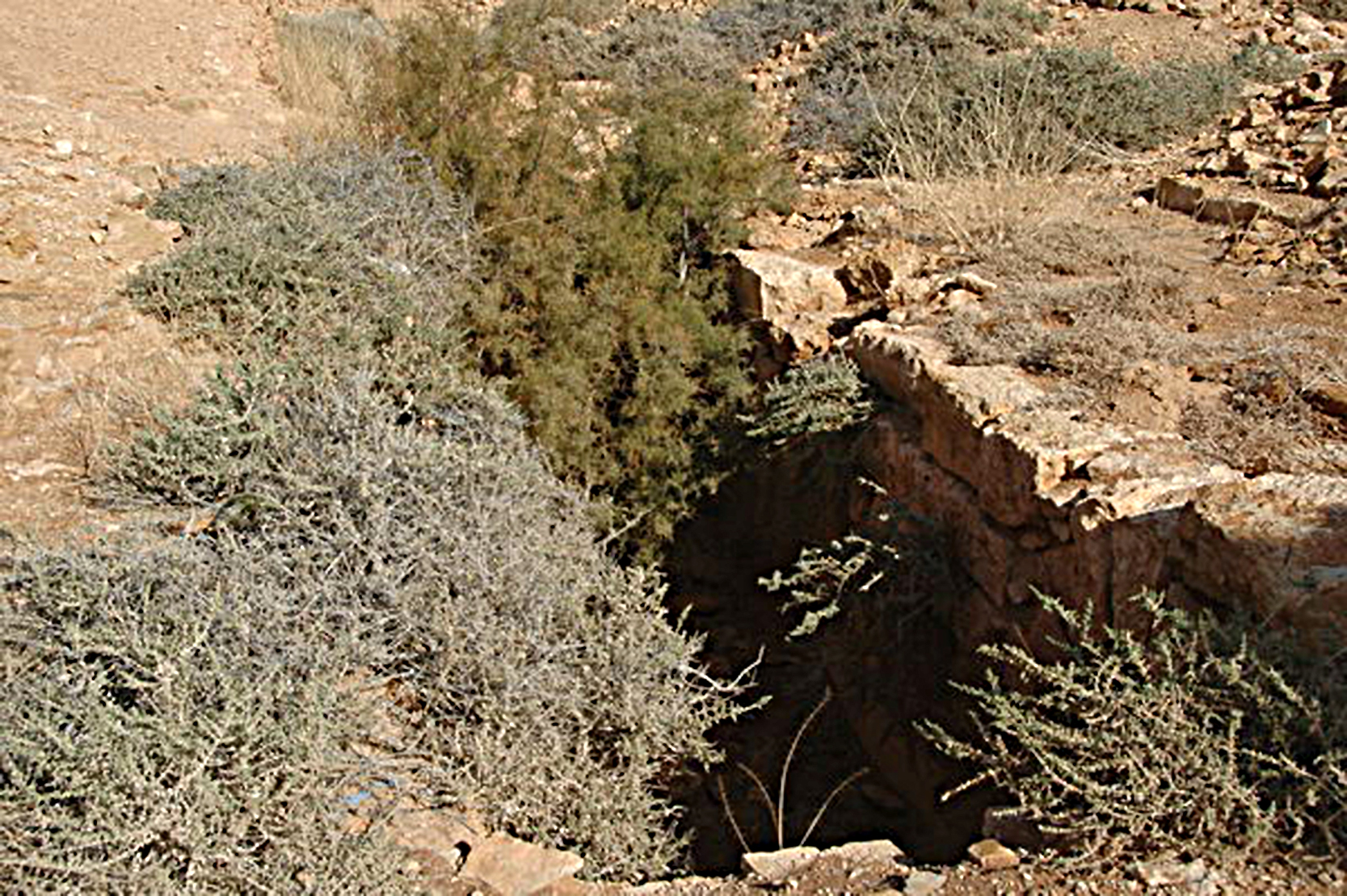
Doppelkammerzisterne, Blick in den nördlichen Teilbereich, Zustand 2006 aus westlicher Richtung

Außerhalb der Nordecke des Kastells war eine im Inneren 4,50 × 20,80 Meter große Doppelkammerzisterne angelegt worden, die ein Absetzbecken sowie einen Überlauf besaß. Barth hatte die „nahe an dem hier sehr abschüssigen Abhange des Wadi“ aufgefundenen Baureste erstmals vermessen. Die zwei Meter breite Zisterne ist mit ihren Längsseiten nordöstlich, zum Tempelplateau hin orientiert. Von dem in den anstehenden Felsen eingetieften Wasserspeicher wurde 2010 lediglich der nördliche Bereich in Teilen dokumentiert. Die südlichen Reste der Zisterne sind vollständig verschüttet. Getrennt waren die nördliche und südliche Kammer durch eine aus großen Kalksteinquadern errichtete, 0,60 Meter breite Längsmauer. Der Bau besaß ein heute verstürztes Tonnengewölbe sowie im Untersuchungsabschnitt einen, aus großen Bogensteinen errichtete Gurtbogen. Möglicherweise bestand die Decke aus Opus Caementicium. Darauf deuten Versturzreste hin, die sich in der Verfüllung der südlichen Kammer fanden. An der nordöstliche Schmalseite konnten Reste eines nicht überdachten Absetzbeckens verortet werden. Die Wände der Zisterne, deren innere Ecken abgerundet waren, wurden an den meisten Stellen mit zwei dicken Lagen aus hydraulischem Mörtel verkleidet. Der 1,45 Meter breite Überlauf, der sich zum Wadi hin öffnete, befand sich außen in der Nordwestecke des Wasserspeichers. Da er auf einer Länge von 1,50 Metern zugesetzt war und sich in der Zisternenwand keine dazugehörende Öffnung fand, ging Mackensen davon aus, dass es möglicherweise während der Errichtung der Zisterne zu einer Planungsänderung kam und der Überlauf daher nie in Betrieb ging.
Bei Regen lief Wasser vom Tempelplateau nordöstlich des Kastells herab. Ein Großteil der Niederschläge wurde dabei über ein Mäuerchen zum Wasserspeicher. Vielleicht stammt die weiter unten behandelte spätantike Inschrift Ab impetu aqu[arum ---] (Inv. Nr. 2009/1 a. b) von dieser Zisterne und wurde nach Überschwemmungen, bei der auch der Wasserspeicher versumpfte, dort angebracht. Die Inschriftenreste fanden sich nur unweit der Zisterne und waren neuzeitlich von den Bewohnern des Berberdorfes beim Verschließen des nördlichen Durchgangs der Porta praetoria verbaut worden. Ein Beispiel für eine Bauinschrift an einer Zisterne fand sich am Kleinkastell Gasr Zerzi.

### Militärbad
1981 wurde ein kleines Militärbad an einer Quelle an der Westseite der Oase unterhalb eines nördlich orientierten Geländesporns entdeckt und teilweise ergraben. Der Bau stellte zu diesem Zeitpunkt das südlichste bekannte römisches Militärbad in Afrika dar. Die Ausgräber sahen die Lage das Bades zum Kastell als ungünstig an und kamen zu der Überlegung, ob es in Gheriat el-Garbia vielleicht mehrere Phasen militärischer Aktivitäten gegeben hat. Der Bau war als Reihenbad angelegt worden.

### Burgus

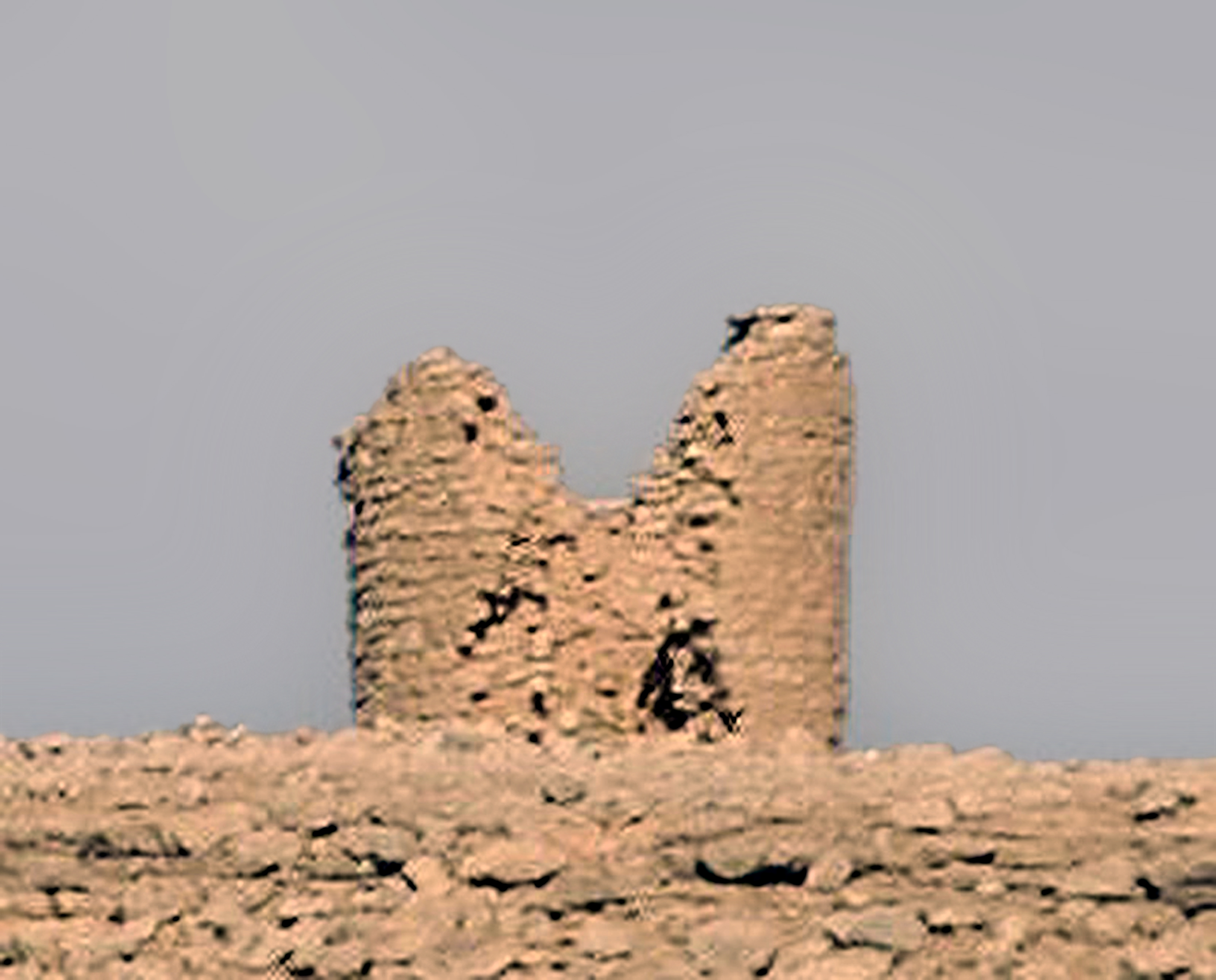
Der Burgus des Severus Alexander

Ein weiteres wichtiges schriftliches Dokument ist eine beschädigte, teils eradiert, aber erhalten gebliebene Bauinschrift, die Barth erstmals beschrieb. Sie befand sich über dem Türsturz eines kreisrunden römischen Wachtturms, den er einen Kilometer nordöstlich des Kastells an einem der nördlichen Abhänge des Tempelplateaus vorfand und der in dieser Bauinschrift als Burgus bezeichnet wird. Eine erste Dokumentation des Turms führte Mattingly im Herbst 1981 durch. Der während der Regierungszeit des Kaisers Severus Alexander (222–235) errichtete Burgus besitzt einen Durchmesser von etwa fünf Metern und ist noch rund sechs Meter aufrecht erhalten geblieben. Über den ebenerdigen Zugang führt eine Wendeltreppe im Inneren nach oben. Der später ins Antikenmuseum nach Tripolis gebrachte Inschriftenfund, dessen Inhalt weiter unten zu lesen ist, wurde lange Zeit als sekundär vermauertes Stück angesehen und fälschlicherweise auf das Kastell bezogen. Barth war noch davon ausgegangen, dass der Turm arabischen Ursprungs gewesen sei. Bei den Einheimischen hatte sich jedoch richtigerweise die Erinnerung an ein christliches beziehungsweise römisches Bauwerk erhalten. Über den Burgus war das Kastell Gheriat el-Garbia mittels Sichtverbindung in der Lage, Kontakt zum Kleinkastell Gheriat esh-Shergia zu halten. Zudem konnte die Besatzung des Burgus das nordöstlich verlaufende Wadi Tula mit dem wichtigen Fernhandelsweg beobachten.
Imp(eratori) Caes(ari) M(arco) Aurel(io)

Seve[r]o [[[Alexandr]o]]

Pio Fe[l]ic[i] Aug(usto) [[[et Iuliae]]]

[[[Mamaeae Augustae matri Aug(usti)]]] et cas-

trorum M(arcus) A[…ca. 20…]

[[[c(enturio) leg(ionis) III Aug(ustae) p(iae) v(indicis)]]] [[S[e]v]]erian(a)e pr(a)epo-

situs vex[ill]ationis leg(ionis) eius-

dem burgum [a] solo per eandem

vexillationem instituit
Übersetzung: „Dem Imperator Caesar Marcus Aurelius Severus [Alexander] (Name eradiert) Pius Felix Augustus [und Iulia Mamaea Augusta, die Mutter des Augustus (Kaisers)] (eradiert) und der Militärlager. Marcus A[…?, Centurio der Legio III Augusta pia vindex (eradiert) Sev]eriana, Kommandant der Vexillation derselben Legion, errichtete den Burgus von Grund auf durch dieselbe Vexillation.“

## Tempelbezirk
Rund 220 Meter nordöstlich des Kastells untersuchten die Forscher des UNESCO-Programms auf dem der Porta Praetoria gegenüberliegenden Plateau die Fundamente von drei isoliert stehenden Gebäuden. Diese Strukturen wurden mit 16 × 12 Metern, 15 × 11 Metern und 17 × 11 Metern eingemessen. Die Wissenschaftler mutmaßten 1981, dass es sich bei diesen Bauten um Tempel handeln könnte und Mattingly vermerkte an diesem Platz den Fund einer Säulenbasis, der hier 1984 gemacht wurde. Feinkeramik konnte damals nicht aufgelesen werden. Nach dem durch Mackensen geleiteten Forschungsprogramm wurde deutlich, dass auf der Hochebene sogar insgesamt fünf Tempel gestanden haben. Der Tempelbezirk wurde zu großen Teilen wohl im frühen 3. Jahrhundert errichtet und bis in die Spätantike genutzt. Bis 2010 war lediglich ein 10,70 × 15,20 Meter großer Tempel der Anlage in Teilen ergraben. Das Bauwerk, das fast genau auf der Hauptvermessungsachse des Kastells liegt, wurde laut Inschriftenfragmenten in severischer Zeit errichtet.

## Vicus und Gräberfeld
Nahe am Kastell befand sich das mittelkaiserzeitliche Lagerdorf (Vicus) sowie die Nekropole der Siedlung. Archäologische Ausgrabungen und nähere Forschungen fanden in diesen Bereichen noch nicht statt.

## Spätantike
Wohl nach 360/380, also im letzten Viertel des 4. Jahrhunderts oder spätestens im ersten Viertel des 5. Jahrhunderts wurde das aufgelassene Kastell instand gesetzt und offenbar wieder von römischem Militär (Limitanei) besetzt. Vieles, was damals geschah, ist bis heute jedoch noch unklar. So scheint es einen Abbruch der Nutzung bis weit ins 4. Jahrhundert hinein gegeben zu haben, denn es wurde kein tetrarchisch-konstantinisches Fundmaterial (ca. 290–320/335) geborgen. Wohl um 360/380 – eine Zeitstellung, die von den ausgewerteten Münzen gestützt wird– vielleicht sogar erst im letzten Viertel des 4. Jahrhunderts, ist von einer neuerlichen Nutzung und von Instandsetzungsarbeiten am Kastell auszugehen.

### Tore
Zu dieser Zeit wurde die Hauptdurchfahrt der Porta praetoria unter anderem mit Spolien vermauert und das Bauwerk zweckentfremdet, wie Einbauten im Nordturm beweisen. Fundkomplexe aus dem Tor entstammen dem späten 4. und der ersten Hälfte des 5. Jahrhunderts. Noch jüngere römerzeitliche Kulturschichten konnten im Kastellinneren vor dem Südturm des Haupttors in die zweite Hälfte des 5. und des frühen 6. Jahrhunderts verortet werden. Die Ausgräber unter der Leitung von Mackensen stellten fest, dass das Innere der zugesetzten Hauptdurchfahrt von einer immer noch 0,70 bis 1,00 Meter mächtigen spätrömischen Schuttschicht versperrt war. Der Befund kann aufgrund der großen Mengen verschiedenster Keramikfragmente – darunter drei Ostraka – und Tierknochen als Müllhalde angesehen werden, die ins mittlere Drittel des 5. Jahrhunderts datiert. Die beiden kleineren seitlichen Zugänge blieben damals wohl offen erhalten. Sie wurden erst neuzeitlich verschlossen, was unter Zuhilfenahme der Radiokarbonmethode im späten 19. Jahrhundert oder vielleicht sogar erst im frühen 20. Jahrhundert geschehen sein muss.
Neben der Porta praetoria wurde auch die Porta principalis dextra während der Spätantike partiell vermauert. Der Westturm dieses Tores erhielt dabei eine massive Verstärkung durch das anbringen eines Strebepfeilers. An der inneren Nordecke des Nordturms der Porta decumana wurde eine zweiphasige, um rund 70 Grad abgeschrägte Stützmauer errichtet, die an einen glacisartigen Festungsbau erinnert. Die Radiokarbon-Messung spricht mit einer fast sicheren Erbauung dieses Mauer in der Zeit nach 420. In der Stützmauer wurden neben Bruchsteinen verschiedenformatige Spolien verbaut, darunter das Fragment der monumentalen, dreizeiligen Bauinschrift, die weiter oben erklärt wurde.

### Principia
An den severischen Principia fand nach Auswertung der Radiokarbon-Messungen wohl schon um 390 im Fahnenheiligtum eine Erneuerung und Erhöhung des Fußbodens statt. Weitere umfassende Bautätigkeiten am alten Stabsgebäude sind für die Zeit um 425 wahrscheinlich. Dazu gehört wohl auch ein mit diversen Spolien aufgeführter neuer, rund 12 × 18,50 Meter großer Baukomplex im Bereich der bisherigen rückwärtigen Raumreihe der severischen Principia, der auch Altbaubereich mitbenutzte. Neu errichtet wurde damals eine rund 2,40 × 10,50 Meter große Querhalle. Zwei Eingänge zu dieser Halle führten in einen vorgelagerten, gleich breiten und ebenfalls neu erbauten Säulenhof. Mackensen sprach sich aufgrund von Details am Grundriss des qualitativ recht hochwertigen Neubaus jedoch gegen eine Nutzung als spätrömisches Stabsgebäude aus.

### „Rechteckiges Gebäude“
Das sogenannte „rechteckige Gebäude“ bestand nur aus einem Raum. Es wurde im Bereich der nördlichen Kastellecke während der Ausgrabungen unter Mackensen entdeckt und freigelegt. Die dort erhaltene, 0,60–0,70 Meter breite unterste Fundamentlage, gehört zu den sehr wenigen römischen Baureste innerhalb des Kastellareals, die nicht vollständig in islamischer Zeit zerstört wurden. Die annähernd quadratische Grundstruktur des Bauwerks besitzt Seitenlängen von 6,00–6,50 Metern. Der Bau stand nicht unmittelbar auf den anstehenden Fels, sondern über einer bis zu fünf Zentimeter starken Schicht aus verfestigtem Sand. Die aus Bruchsteinen gesetzten Fundamentmauern waren grob behauen, an der Vorderseite gerade abgeschlagen und mit Erde verfugt. Die etwas schiefwinkeligen Gebäudeecken stabilisierten Quader mit einer Seitenlänge von 0,30–0,35 Metern. In der Nordwestmauer, rund einen Meter nordöstlich der westlichen Gebäudeecke, wurde sein 0,85 Meter breiter Zugang ergraben. Die Datierung des Bauwerks kann nicht vor der zweiten Hälfte des 4. Jahrhunderts verortet werden, wahrscheinlicher ist sogar eine Entstehung im Verlauf des 5. Jahrhunderts. Einem tripolitanischen Sigillata-Teller der Form Hayes 4C sowie einer ratterdekorverzierten Wandscherbe eines tripolitanischen Sigillata-Krugs der Form Berenice 711 kommt der terminus post quem bei der Errichtung dieses Bauwerkes zu.
An der westlichen und südöstlichen Ecke des Gebäudes konnte jeweils ein weiterer Maueranschluss dokumentiert werden. Die aus Südosten kommende Mauer war jünger als das Gebäude und 0,95 Meter stark. Die Mauer an der Westecke besaß eine wesentlich schlechtere Qualität als die des Gebäudes und der südöstlichen Mauer. Sie war 0,50 bis 0,80 Meter breit, verlief in nordwestliche Richtung und konnte auf eine Länge von 4,70 Metern verfolgt werden. Mackensen hält die Entstehung dieses Mauerzuges für mittelalterlich-neuzeitlich und eindeutig verwandt mit den einfachen Berberbehausungen im Kastell.

### Mögliche Truppe
Das spätantike Fundmaterial, wie eine unter Mackensen gefundene rechteckig gerahmte bronzene Gürtelschnalle, sowie das Feinkeramik- und Amphorenspektrum lassen nicht auf eine zivile indigene Bevölkerung im Kastellbereich schließen. Die Schnalle gehört zu einer variationsreichen Gruppe nordafrikanischer Gürtelschnallen beziehungsweise Gürtelbeschlägen mit Riemendurchzug, die der zweiten Hälfte des 4. beziehungsweise der ersten Hälfte des 5. Jahrhunderts zugeordnet werden. Der deutsche Archäologe Christoph Eger konnte eine Nähe dieser Schnallen zum spätrömischen Militär nicht ausschließen. Insbesondere zwei Fragmente einer überlieferten offiziellen Bau- oder Restaurierungsinschrift (Inv. Nr. 2009/1 a. b) sind ein weiterer Indikator für die militärische Nutzung. Haensch verortete den verstümmelt erhalten gebliebenen Text in die zweite Hälfte des 4. Jahrhunderts, möglicherweise sogar in die erste Hälfte des 5. Jahrhunderts:
Ab impetu aqu[arum ---]

multa loca ed[ucta (?) ---]

[.. pa]lude du[--- per (?)]

[limi]tem Ten[theitanum ---]

[...(3–4)] I CVII m[ili (?)---]

--- (?)
Übersetzung: Durch heftige Regenfälle (ab impetu aquarum), die allem Anschein nach zahlreiche Plätze (multa loca) betraf, kam es zu Überschwemmungen und Versumpfungen (paludes) die bis zum Limes Tentheitanus, einem Teilabschnitt des Limes Tripolitanus, reichten. Es scheint möglich, die Buchstaben CVII als Zahlenangabe zu lesen, daraus könnte sich ergaben, dass eine Streckenangabe von 107 Meilen, die vielleicht den Limes Tentheitanus betrafen, gemeint ist.
Vielleicht unterrichtete die Inschrift von Reparaturarbeiten nach einem für Nordafrika gut bekannten Szenario mit Sturzregen und Überschwemmungen an vielen Orten.
Die Neubesetzung des Kastells scheint sich durch die mehrfach inschriftlich bestätigten räuberischen Einfälle in die Provinz Tripolitania begründen zu lassen. Vielleicht kann das severische Kastell Myd… mit dem in der Notitia dignitatum genannten Castra Madensia gleichgesetzt werden, was als Stammtruppe die Milites munifices belegen würde. Diese Einheit könnte bis zum Einfall der Vandalen in Gheriat el-Garbia gelegen haben. Diese eroberten 429/439 die Provinz Africa Proconsularis und Karthago und im Jahr 455 die Provinz Tripolitana.
Die postulierte spätantike Kastellbesatzung wird überwiegend aus nordafrikanischen Soldaten bestanden haben. Die während der Grabungen durch Mackensen geborgenen neun Ostraka können nach einer eingehenden sprachwissenschaftlichen Überprüfung als eine regionale, südliche Form des Punischen bezeichnet werden. Lediglich zwei Ostraka sind möglicherweise in Latein und Südpunisch verfasst. Den in lateinischer Kurrentschrift und in scriptio continua beschrifteten Ostraka aus Gheriat el-Garbia kommt eine wichtige Bedeutung zu. Sie bezeugen nicht nur einen bisher in dieser Form nicht bekannten regionalen Dialekt des Punischen, sondern sind als besonders späte Beispiele dieser Sprache anzusehen. Aus diesem Blickwinkel belegen die Ostraka außerdem das Fortleben der punischen Sprache in dieser nordafrikanischen Region.
Das breite Formenspektrum der 2009 und 2010 geborgenen Feinkeramik und Lampen lässt sich bis ins frühe 6. Jahrhundert verfolgen. Diese Datierung stützt auch die spätantike Münzreihe aus den Grabungen, die sogar bis gegen die Mitte des 6. Jahrhunderts reicht. Somit scheint der Kastellplatz auch nach dem Vandaleneinfall noch in irgendeiner Form für Jahrzehnte besiedelt gewesen zu sein.